# Euryclelia cardinalis
Euryclelia cardinalis is een keversoort uit de familie boktorren (Cerambycidae). De wetenschappelijke naam van de soort is voor het eerst geldig gepubliceerd in 1912 door Aurivillius.